# Калканови
Калканови (Scophthalmidae) са семейство лъчеперки от разред Писиеподобни (Pleuronectiformes). Тялото достига до около 1 метър, несиметрично, плоско, опасано от гръбната и аналната перка, очите са изместени на едната страна. Съществуват около 30 вида дънни и морски калкани, предимно в умерените области.
Край българското Черно море се срещат три вида. В по-големи количества калканът може да бъде открит северно от нос Калиакра, но е разпространен по цялото българско крайбрежие. Зимата и лятото калканът прекарва на дълбочини между 40 и 80 m. Най-доброто време за лов е през пролетта, когато доближава бреговете, за да изхвърля хайвер. Живее предимно върху пясъчни дъна, но често посещава и смесени зони. Калканът е хищник. Защитната окраска на калкана се слива с околната среда и го предпазва от неприятели.

## Родове
- Lepidorhombus
- Psetta
- Scophthalmus – Калкани
- Zeugopterus